# Diagnostični in statistični priročnik duševnih motenj
Diagnostični in statistični priročnik duševnih motenj (v izvirniku angleško Diagnostic and Statistical Manual of Mental Disorders, kratica DSM) je priročnik za klasifikacijo duševnih motenj, ki ga izdaja Ameriško psihiatrično združenje. Prvi priročnik (DSM-I) je bil izdan leta 1952, aktualni (DSM-V) pa leta 2013.
Uporabljajo ga predvsem v Združenih državah Amerike v klinične in raziskovalne namene, za regulacijo psihiatričnih zdravil, oblikovanje politike zdravstvenega zavarovanja in širše v pravu ter politiki. V drugih delih sveta je bolj v uporabi Mednarodna klasifikacija bolezni (ICD), ki jo izdaja Svetovna zdravstvena organizacija, s posebnim poglavjem za duševne motnje. DSM natančneje opredeljuje nekatere motnje in pušča manj svobode pri diagnostiki, v osnovi pa sta si zaradi mednarodnih sodelovanj v stroki precej podobna.